# グレムリン (恐竜)
グレムリン(学名：Gremlin)は白亜紀後期カンパニアン期7700万年の地層から化石が発見された恐竜類・角竜類・レプトケラトプス類の属の一つ。同名の架空の生物に因んで命名された。2023年にマイケル・ライアンらによって、カナダ・アルバータ州のオールドマン累層で発見された前頭骨に基づいて記載されたグレムリン・スロボドルム（Gremlin slobodorum）一種で構成されている。この前頭骨は、頭蓋の外側の正中線から眼窩の後端にかけて横向きに走る隆起によって、他のレプトケラトプス類と区別することができる。

## 発見と種
グレムリンのホロタイプ TMP 2011.053.0027 は、カナダ・アルバータ州オールドマン累層の堆積物中から発見された。この標本は単離した右の前頭骨で構成される。この前頭骨は前方外側の縁端を欠いており、おそらく侵食が原因と考えられている。2022年の学会で、マイケル・ライアンらによって要旨が発表された。その際、ケラシノプスのホロタイプが同じ地質時代の地層から発見されていたため、グレムリンの標本は暫定的にケラシノプスとして参照された 。

## 命名
2023年、ライアンらはグレムリン・スロボドルムをこれらの化石に基づいてレプトケラトプス科の新属新種として記載した。グレムリンという属名は、小さくて悪戯好きな空想上の生物に因んでいる。種小名スロボドルムは、エドおよびウェンディ・スロボーダの、カナダにおける古生物学への貢献、そしてホロタイプの発見を称えて献名されたものである。